# Yasutaka Tsutsui
Yasutaka Tsutsui (24 de septiembre de 1934) es un novelista de ciencia ficción y actor japonés nacido en Osaka. Su Yumenokizaka bunkiten ganó el premio Tanizaki en 1987. También ganó el premio Izumi Kyōka en 1981, el premio Kawabata Yasunari en 1989 y el premio Nihon SF Taisho en 1992.

## Biografía
Junto a Shinichi Hoshi y Sakyo Komatsu, es uno de los autores de ciencia ficción más famosos de Japón. Ganador de los premios Tanizaki (1987), Izumi Kyoka (1981), y Kawabata Yasunari (1989). En 1997, fue condecorado Caballero de la Orden de las Artes y las Letras, por el gobierno francés.
Su obra se reconoce por un humor negro de contenido satírico, que le ha provocado problemas en su país. Creador de polémica, al tratar temas considerados tabú por la sociedad japonesa, como las discapacidades o el sistema monárquico, inició una huelga de 1993 a 1996, con el fin de protestar por la excesiva censura de las editoriales japonesas.
Muchas de sus obras han sido adaptadas al cine, televisión, entre ellas destaca una de sus primeras novelas Toki o Kakeru Shōjo (La chica que saltaba a través del tiempo) (1967) llevada al cine en 1983 y a una serie de televisión en 1994. Otra novela suya, Paprika (1993), fue adaptada en una película de animación por el director Satoshi Kon en 2006. Muchas obras suyas han servido de guion para numerosos "mangas".

## Obra
Además de numerosas películas e interpretaciones televisivas acreditadas, Yasutaka Tsutsui ha publicado docenas de novelas y colecciones de historias cortas en Japón.

### Series
Trilogía Nanase
- 家族八景 Kazoku Hakkei (Lo que vio la criada. Ocho cuentos psíquicos) (1972)
- 七瀬ふたたび Nanase Futatabi (Nanase Once More) (1975)
- エディプスの恋人 Edipusu no Koibito (Oedipus’ Lover) (1977)

### Novela
- 48億の妄想 48 Oku no Mōsō (4.8 Billion Delusions) (1965)
- 馬の首風雲録 Umanokubi Fuunroku (Chronicle of the Horse’s Head Crisis) (1967)
- 時をかける少女 Toki o Kakeru Shōjo (The Girl Who Leapt Through Time) (1967)
- 霊長類、南へ Reichōrui, Minami-e (1969)
- 緑魔の町 Ryokuma no Machi (Green Devil Town) (1970)
- 脱走と追跡のサンバ Dassō to Tsuiseki no Samba (Samba of Running and Chasing) (1971)
- 俗物図鑑 Zokubutsu Zukan (Picture Book of Vulgarity) (1972)
- 男たちのかいた絵 Otoko Tachi no Kaita E (Tale of Two Men) (1974)
- 俺の血は他人の血 Ore no Chi wa Tanin no Chi (My Blood is the Blood of Another) (1974)
- 富豪刑事 Fugō Keiji (Millionaire Detective) (1978)
- 大いなる助走 Oi Naru Josō (The Great Approachway) (1979)
- 美藝公 Bigeikō (1981)
- 虚人たち Kyojin Tachi (Virtual Men) (1981)
- 虚航船団 Kyokō Sendan (Fleet of Fantasy) (1984)
- イリヤ・ムウロメツ Ilya Muromets (1985)
- 旅のラゴス Tabi no Ragosu (Lagos on a Journey) (1986)
- 歌と饒舌の戦記 Uta to Jōzetsu no Senki (War Chronicles of Song and Loquacity) (1987)
- 夢の木坂分岐点 Yumenokizaka Bunkiten (Dreamtree Hill Junction) (1987)
- 驚愕の広野 Kyōgaku no Kōya (Prairie of Astonishment) (1988)
- 新日本探偵社報告書控 Shin-Nihon Tanteisha Hōkokusho Hikae (Copies of the Shin-Nihon Detective Company Reports) (1988)
- フェミニズム殺人事件 Feminizumu Satsujin Jiken (The Feminism Murders) (1989)
- 残像に口紅を Zanzō ni Kuchibeni o (Lipstick on an After-Image) (1989)
- 文学部唯野教授 Bungakubu Tadano Kyōju (Prof. Tadano of the Literature Department) (1990)
- ロートレック荘事件 Rōtorekku-Sō Jiken (The Lautrec Villa Murders) (1990)
- 朝のガスパール Asa no Gasupāru (Gaspard in the Morning) (1992)
- パプリカ Paprika (1993)
- 邪眼鳥 Jaganchō (1997)
- 敵 Teki (Enemy) (1998)
- わたしのグランパ Watashi no Guranpa (My Grandpa) (1999)
- 恐怖 Kyōfu (Fear) (2001)
- 愛のひだりがわ Ai no Hidarigawa (The Left Side of Love) (2002)
- ヘル Hell (2003)
- 銀齢の果て Ginrei no Hate (End of the Silver Age) (2006)
- 巨船べラスレトラス Kyosen Berasu Retorasu (The Big Ship Bellas Letras) (2007)
- ダンシング・ヴァニティ Dancing Vanity (2008)
- ビアンカ・オーバースタディ Bianca Overstudy (2012)
- 聖痕 Seikon (Stigmata) (2013)
- モナドの領域 Monado no Ryōiki (The Monad Realm) (2015)

### Historias cortas (colecciones)
- 東海道戦争 Tōkaidō Sensō (The Tōkaidō War) (1965)
- ベトナム観光公社 Betonamu Kankō Kōsha (Vietnam Tourist Bureau) (1967)
- アルファルファ作戦 Arufarufa Sakusen (The Alfalfa Strategy) (1968)
- 幻想の未来・アフリカの血  Gensō no Mirai/Afurika no Chi (Fantasy Future/African Blood) (1968)
- にぎやかな未来 Nigiyaka na Mirai (A Bright Future) (1968)
- アフリカの爆弾 Afurika no Bakudan (African Bomb) (1968)
- 筒井順慶 Tsutsui Junkei (1969)
- わが良き狼 Waga Yoki Ōkami (My Good Old Wolf) (1969)
- 心狸学・社怪学 Shinrigaku, Shakaigaku (Psychology, Sociology) (1969)
- ホンキイ・トンク Honky Tonk (1969)
- 欠陥大百科 Kekkan Ōhyakka (Encyclopedia of Defects) (1970)
- 母子像 Boshizō (Mother and Child Portrait) (1970)
- 馬は土曜に蒼ざめる Uma wa Doyō ni Aozameru (Horses Turn Pale on Saturdays) (1970)
- 発作的作品群 Hossa-teki Sakuhingun (Spasmodic Group of Works) (1971)
- 日本列島七曲り Nihon Rettō Nanamagari (Eight Bends on the Japanese Archipelago) (1971)
- 将軍が目覚めた時 Shōgun ga Mezameta Toki (When the Shogun Awoke) (1972)
- 農協月へ行く Nōkyō Tsuki-e Iku (Co-op Goes To The Moon) (1973)
- 暗黒世界のオデッセイ Ankoku Sekai no Odessei (Dark World Odyssey) (1974)
- おれに関する噂 Ore-ni Kansuru Uwasa (Rumours About Me) (1974)
- ウィークエンドシャフル Weekend Shuffle (1974)
- 笑うな Warau-na (Don’t Laugh) (1975)
- メタモルフォセス群島 Metamorufosesu Guntō (Metamorphosis Archipelago) (1976)
- あるいは酒でいっぱいの海 Aruiwa Sake de Ippai no Umi (Or a Sea Full of Sake) (1977)
- バブリング創世記 Baburingu Sōseiki (Babbling Creation Chronicles) (1978)
- 宇宙衛生博覧会 Uchū Eisei Hakurankai (Universal Hygiene Expo) (1979)
- エロチック街道 Erochikku Kaidō (Erotic Avenue) (1981)
- 串刺し教授 Kushizashi Kyōju (Professor on a Skewer) (1985)
- くたばれPTA Kutabare PTA (Go To Hell, PTA) (1986)
- お助け Otasuke (The Helper) (1986)
- 原始人 Genshijin (Primitive Man) (1987)
- 薬菜飯店 Yakusai Hanten (Yakusai Chinese Restaurant) (1988)
- 夜のコント・冬のコント Yoru no Konto, Fuyu no Konto (Night Tales, Winter Tales) (1990)
- 最後の伝令 Saigo no Denrei (The Last Despatch) (1993)
- 鍵 Kagi (The Key) (1994)
- 座敷ぼっこ Zashiki Bokko (1994)
- 家族場面 Kazoku Bamen (Family Scenes) (1995)
- ジャズ小説 Jazu Shōsetsu (Jazz Novel) (1996)
- 満腹亭へようこそ Manpukutei-e Yōkoso (Welcome to Full Belly Inn) (1998)
- 魚藍観音記 Gyoran Kannon Ki (Records of the Gyoran Kannon) (2000)
- エンガッツィオ司令塔 Engattsio Shireitō (Engazzio Command Tower) (2000)
- 天狗の落し文 Tengu no Otoshibumi (Jottings of an Ogre) (2001)
- 懲戒の部屋 Chōkai no Heya (The Punishment Room) (2002)
- 驚愕の曠野 Kyōgaku no Kōya (2002)
- 最後の喫煙者 Saigo no Kitsuensha The Last Smoker (2002)
- 睡魔のいる夏 Suima no Iru Natsu (Summer When the Sleep Fairy Comes) (2002)
- 傾いた世界 Katamuita Sekai (The World is Tilting) (2002)
- 日本以外全部沈没 Nihon Igai Zembu Chinbotsu (Everything Other than Japan Sinks) (2002)
- 怪物たちの夜 Kaibutsu Tachi no Yoru (Night of the Phantoms) (2002)
- 近所迷惑 Kinjo Meiwaku (Disturbing the Neighbours) (2002)
- わが愛の税務署 Waga Ai no Zeimusho (My Beloved Tax Office) (2003)
- カメロイド文部省 Kameroido Monbushō (The Cameroid Ministry of Education) (2003)
- ポルノ惑星のサルモネラ人間 Poruno Wakusei no Sarumonera Ningen (Hombres salmonela en el planeta Porno) (2005)
- ヨッパ谷への降下 Yoppadani-e no Kōka (Descent to Yoppa Valley) (2005)
- 壊れかた指南 Kowarekata Shinan (Guide to Falling Apart) (2006)
- 陰悩録 Innōroku (Record of Dark Troubles) (2006)
- 如菩薩団 Nyobosatsudan (Team of Female Bodhisattvas) (2006)
- 夜を走る Yoru o Hashiru (Running at Night) (2006)
- 佇むひと Tatazumu Hito (Standing Woman) (2006)
- くさり Kusari (Chains) (2006)
- 出世の首 Shusse no Kubi (Getting Ahead) (2007)
- 繁栄の昭和 Hanei no Shōwa (Prosperous Showa) (2014)
- 世界はゴ冗談 Sekai ha Gojōdan (The World Is Your Joke) (2015)

### Discografía
- Con Kosuke Ichihara, Masahiko Sato, Dema (デマ Rumour?) (CBS/Sony, 1973)
- Con Yōsuke Yamashita, Ie (家Ie?) (Frasco, 1976) – recorded in 1975-76
- Con Yasutaka Tsutsui, Yasutaka Tsutsui - Bunmei (筒井康隆文明Yasutaka Tsutsui - Bunmei?) (Victor/Super Fuji Discs, 1978)
- The Inner Space Of Yasutaka Tsutsui (Shinchōsha, 1985)

## Ediciones en castellano
- VV.AA. (2020). El japón de los perros. Colección Contemporánea. Satori Ediciones. ISBN 978-84-17419-41-7.
- Lo que vio la criada. Ocho cuentos psíquicos. Vilaür: Ediciones Atalanta. 2018. ISBN 978-84-947297-3-7.
- Paprika. Vilaür: Ediciones Atalanta. 2011. ISBN 978-84-937247-9-5.
- Estoy desnudo. Vilaür: Ediciones Atalanta. 2009. ISBN 9788493651077.[10]
- Hombres salmonela en el planeta porno. Vilaür: Ediciones Atalanta. 2008. ISBN 9788493576349.